# Carabine Type 63
 (décembre 2021).
Si vous disposez d'ouvrages ou d'articles de référence ou si vous connaissez des sites web de qualité traitant du thème abordé ici, merci de compléter l'article en donnant les références utiles à sa vérifiabilité et en les liant à la section « Notes et références ».

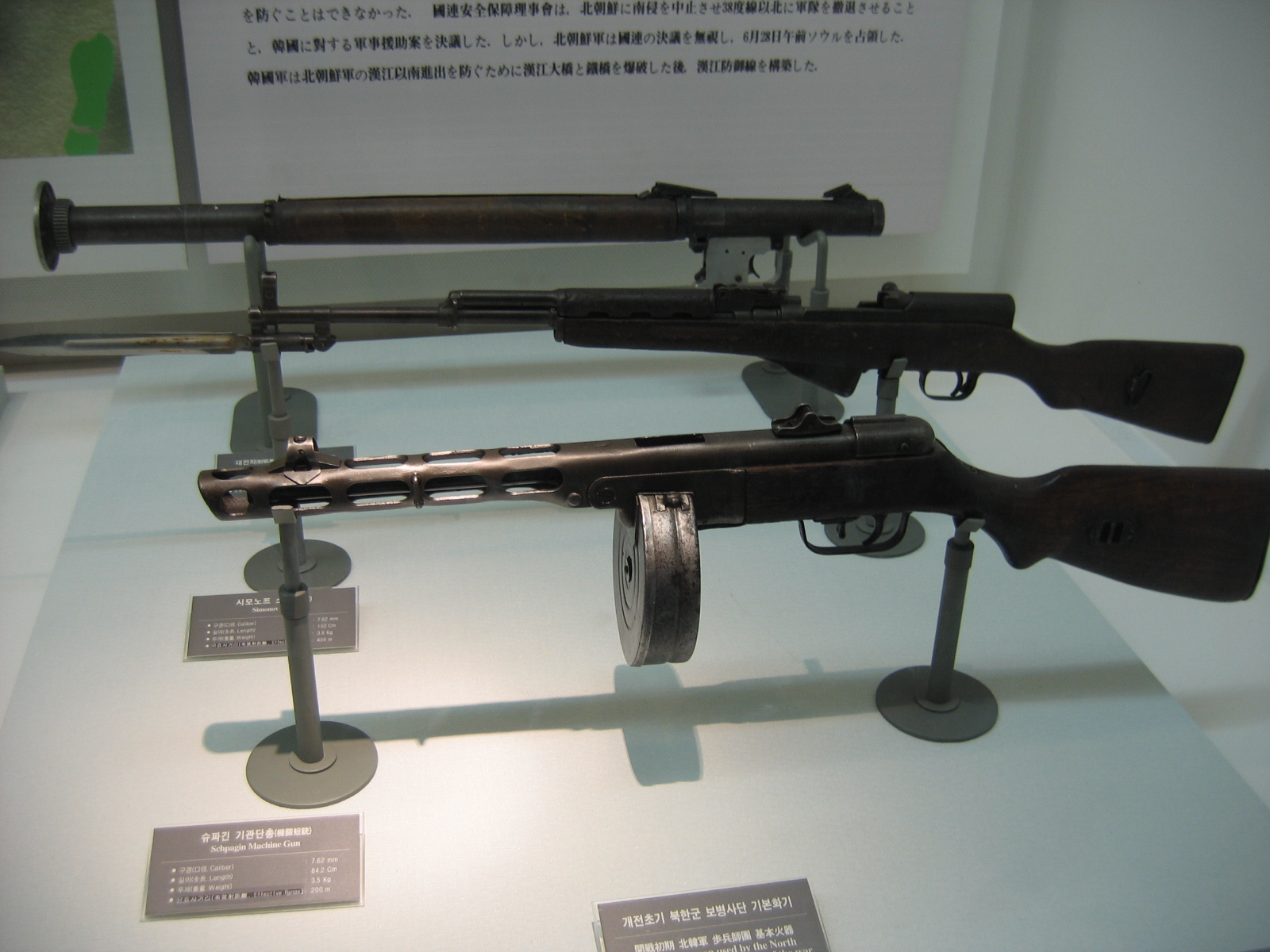
Trois armes soviétiques utilisées lors de la guerre de Corée et copiées ensuite par les Arsenaux nord-coréens. Entourée par ub RPG-2 et un PPSh-41 : la SKS-45 qui servit de modèle à la Carabine Type 63.

La  carabine Type 63 est une carabine semi-automatique, version nord-coréenne de la SKS soviétique. La même année, l'Armée nord-coréenne adopta  aussi la mitrailleuse Type 63 tandis que l'Armée chinoise choisissait de s'équiper du Fusil type 63,.

## Les différences entre SKS et carabine Type 63
La première différence entre SKS et carabine Type 63 réside en l'utilisation du catalpa et non du bouleau pour la fabrication de la monture. Deuxièmement, l'arme nord-coréenne dispose d'un manchon lance-grenade amovible hérité de la carabine chinoise Type 53. De plus, la hausse est graduée jusqu'à 800 m contre 1 000 m pour la SKS 45.

## Fiche technique
- Type : carabine militaire semi-automatique
- Munition : 7,62 × 39 mm M43
- Masse : 3,85 kg
- Longueur :  1 020 mm (sans manchon et baïonnette au repos)
- Canon : 520 mm
- Magasin : dix cartouches
- Cadence fr tir : vingt à trente coups par minute.
- Portée pratique : 450 m

## Production et diffusion
Résultat de la relations entre la Corée du Nord et la Libye, le régime du Colonel Kadhafi a livré des carabines Type 63 mais aussi des Fusils Type 58 et  Type 68 à Malte.